# Nonnenberg (Thüringen)
Der Nonnenberg ist ein teilweise bewaldeter Berg zwischen Bad Tabarz und Waltershausen, Ortsteil Fischbach im Landkreis Gotha.
Mit einer Höhe von 439,7 m ü. HN bildet der Nonnenberg die östliche Begrenzung des Emsetals im Gemeindegebiet. Der östliche Gipfel ist in den Karten als „Wachkuppe“ eingetragen und hat eine Höhe von 475,9 m ü. HN. Unter dem Namen Nonnenberg war auch eine unmittelbar nordöstlich an der Ortslage Cabarz angrenzende und vermutlich im Zusammenhang mit den Tabarzer Großfeuer von 1821 entstandene Häuserzeile bekannt, die zeitweise ihre politische Selbständigkeit erhielt aber bereits 1866 in der Gemeinde Cabarz aufging.
An einer Wegkreuzung, 500 m nördlich von Cabarz befand sich im Mittelalter ein Sondersiechenhaus an der Altstraße nach Fischbach und Waltershausen in der Flur „Heilig Kreuz“, es trug den Namen „Nonnenberg“, da es mit Waldbesitz am Nonnenberg begütert war. Im Bauernkrieg flohen die Nonnen und das Hospital musste nun vom Herzogtum Sachsen-Gotha finanziert werden.
Die ältesten Nachrichten berichten von einer Schenkung des Forstes an das Gothaer Kreuzkloster durch einen Herrn von Döllstädt. Der Forst wurde auch mit der Flurbezeichnung das Utticheroda in alten Urkunden erwähnt, wobei der Flurname mit hoher Wahrscheinlichkeit als Besitz der Herren von Uetterodt und nicht als Wüstung zu verstehen sei.
Der Tabarzer Straßenname „Mönchhof“ verweist auf den zum Kloster Reinhardsbrunn gehörenden Klosterhof, der wohl um 1400 entstanden war, als dieses Kloster in den Besitz der Dörfer Cabarz und Großtabarz sowie der Wüstung „Uttichrodt“ (auch Utterodt) gelangt war. Als Folge der Bauernerhebung von 1525 wurde das Reinhardsbrunner Kloster und zugehörige Höfe überfallen und geplündert. Die Säkularisation der in Staatsbesitz übernommenen Klosterbesitzungen hatte den Verkauf des Klosterhofes (Mönchehof) an die in herzoglichen Diensten stehende Familie von Ütterodt zur Folge, die bereits in umliegenden Orten und mit der Burg Scharfenstein belehnt war. Um 1600 traten die Ütterodts diesen Splitterbesitz an den Landesherren unter nicht bekannten Umständen ab. Anfang des 17. Jahrhunderts fiel der Wald an die Wintersteiner Linie der Herren von Wangenheim.
Im 18. Jahrhundert diente der Gebäudekomplex als „Landes-Armenhaus“.

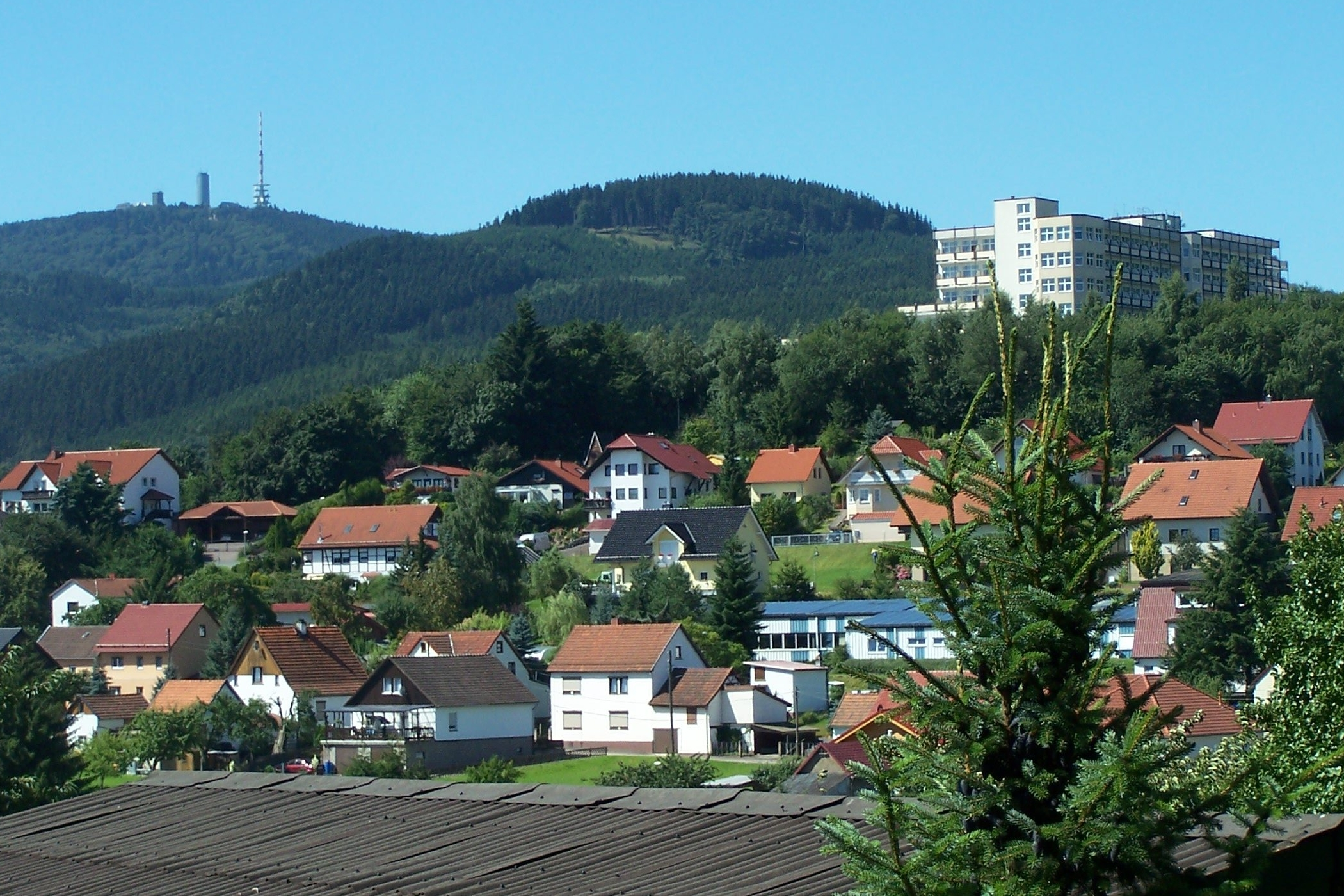
Blick von Tabarz zum Nonnenberg

Um die Jahrhundertwende schuf ein in Tabarz gegründeter Verschönerungsverein ein ausgedehntes Spazier- und Wanderwegenetz, in das auch der Nonnenberg mit einbezogen wurde. An seinem Osthang wurde der „Rundweg 3“ über den Wachkopf geführt und ein Aussichtspunkt „Ottiliensruh“ mit Pavillon aufgebaut. In den 1960er Jahren wurde in diesem Bereich das Kurheim für den FDGB erbaut. Ein zugehöriges Heizhaus entstand an der windigen Nordostecke des Berges, etwa dort, wo einst das Siechenhaus gestanden haben soll.